# Agència Bolivariana per a Activitats Espacials
L'Agència Bolivariana para Activitats Espacials (ABAE) és un organisme del Ministeri del Poder Popular per a la Ciència i Tecnologia encarregat de desenvolupar i portar a terme les polítiques de l'Executiu Nacional de Veneçuela respecte a l'ús pacífic de l'espai ultraterrestre. Primerament, es denominà Centre Espacial Veneçolà (CEV). Més endavant, els requeriments cresqueren i l'organisme passà a dir-se Agencia Bolivariana para Activitats Espacials (ABAE). La mateixa té per objecte dissenyar, coordinar, i executar les polítiques emanades de l'Executiu Nacional, relacionades amb l'ús pacífic de l'espai ultraterrestre, i actuarà com l'ens descentralitzat especialitzat en matèria aeroespacial en el país. Des de la seua creació treballa per al llançament del primer satèl·lit artificial veneçolà, el Satèl·lit Simón Bolívar el qual entrà en fase d'operacions en el dia 29 d'octubre de 2008.

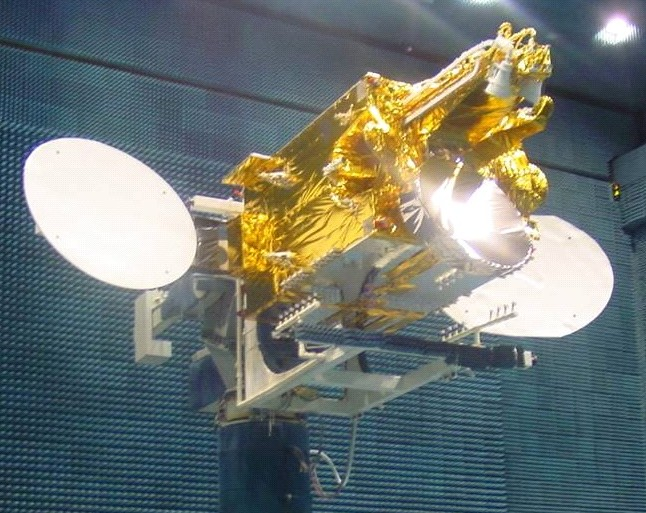
Satèl·lit Simón Bolívar, Agència Bolivariana per a Activitats Espacials (ABAE)

## Objectius
Entre les activitats que realitzarà l'Agencia Bolivariana para Activitats Espacials es troba, entre d'altres, les següents:
- Proposar a l'Executiu Nacional una política espacial veneçolana a curt termini.
- Executar la política espacial definida per l'Executiu Nacional.
- Elaborar i posar en pràctica activitats i programes en el camp espacial.
- Vetlar pel compliment dels Tractats Internacionals que regulen la matèria espacial.
- Establir criteris tècnics per a compatibilitzar les diferents iniciatives nacionals, en matèria de tecnologies espacials.
- Fomentar la solidaritat i cooperació entre els diferents òrgans del Poder Publique Nacional.
- Qualsevol altre objectiu que li siga atribuït per l'òrgan d'adscripció.

La Fundació està dirigida i administrada per un Consell Directiu, integrat per un President i per quatre membres, amb els seus respectius suplents. El President, els quatre membres i els seus suplents seran funcionaris de lliure nomenament i remoció del Ministre/a de Ciència i Tecnologia.